# Pachychalina fracta
Pachychalina fracta är en svampdjursart som beskrevs av Jörn Hentschel 1929. Pachychalina fracta ingår i släktet Pachychalina och familjen Niphatidae. Inga underarter finns listade i Catalogue of Life.